# Alhassan Kamara
Alhassan Kamara (ur. 16 marca 1993 roku we Freetown) – sierraleoński piłkarz, grający na pozycji napastnika. Od 2016 roku zawodnik szwedzkiego klubu BK Häcken. W reprezentacji Sierra Leone zadebiutował w 2012 roku.